# Uppsala läns södra domsagas tingslag
Uppsala läns södra domsagas tingslag var ett tingslag i Uppsala län och Uppsala läns södra domsaga.
Det bildades den 1 januari 1904 (enligt beslut den 5 juni 1903) genom samgående av Bro tingslag, Håbo tingslag, Trögds tingslag och Åsunda tingslag.
Tingslaget avskaffades den 1 januari 1927 (enligt beslut den 11 juni 1926) och tingslagets område uppgick i Trögds tingslag.

## Ingående områden
Tingslaget bestod av häraderna Bro härad, Håbo härad, Trögds härad och Åsunda härad.